# Tanycoryphus
Tanycoryphus is een geslacht van vliesvleugeligen uit de familie bronswespen (Chalcididae). De wetenschappelijke naam van dit geslacht is voor het eerst geldig gepubliceerd in 1905 door Cameron.

## Soorten
Het geslacht Tanycoryphus omvat de volgende soorten:
- Tanycoryphus ater (Masi, 1929)
- Tanycoryphus baumi Boucek, 1958
- Tanycoryphus cilicornis (Cameron, 1911)
- Tanycoryphus clavicornis Steffan, 1950
- Tanycoryphus conglobatus Steffan, 1950
- Tanycoryphus criniger Steffan, 1950
- Tanycoryphus forticaudis (Cameron, 1906)
- Tanycoryphus grahami Rasplus & Delvare, 1996
- Tanycoryphus ibericus Rasplus & Delvare, 1996
- Tanycoryphus merisicornis (Masi, 1929)
- Tanycoryphus moderator (Walker, 1862)
- Tanycoryphus occultus Steffan, 1957
- Tanycoryphus planifrons Steffan, 1957
- Tanycoryphus saharensis Hedqvist, 1967
- Tanycoryphus sericatus Steffan, 1957
- Tanycoryphus shonus Narendran, 1989
- Tanycoryphus sulcifrons Cameron, 1905
- Tanycoryphus townesi Narendran, 1989